# 南屏站
南屏站是台州市域铁路S1线的一个车站，位于中华人民共和国浙江省台州市温岭市太平街道体育场路与万泉东路交叉口南侧。该站于2022年12月28日启用。

## 车站结构

### 车站楼层
本站为地下二层岛式车站，长216米，标准段宽20.5米，标准段底板埋深20.8米，端头井底板埋深23.2米，宽29.5米，车站标准段采用单柱双跨箱型框架结构，设备区采用双柱三跨箱型框架结构。
| 地下一层 | 站厅     | 售票机、客服中心、商店、警务室、安检设施 |  |  |
| 地下二层 | 一站台   | S1线 城南方向（下站：城南）              |  |  |
|          | 岛式站台 |                                          |  |  |
|          | 二站台   | S1线 台州火车站方向（下站：万昌路）      |  |  |

### 站台
本站设有一个岛式站台，位于体育场路的地底。

### 出入口
- A出口：体育场路（东）、万泉东路、锦屏公园、锦园小区、温岭·新天地
- B出口：体育场路（西）、万泉西路、温岭市体育中心、望湖花苑、温岭市实验学校、怡园路、东辉公园
- C出口：体育场路（西）、南屏路、南屏商厦、南屏苑、温岭市中医院（南屏院区）、温岭市综合行政执法局
- D出口：体育场路（西）、南屏路、温岭市第四中学、锦园小区、豪城·东方花苑、中共小河头村支部委员会

## 接驳交通

### 锦园小区（北）
- 公交线路：13路（东湖公交站-麻车村部）、17路（坦头-北门客运站）、5路（锦屏公园停车场-康惠佳园）[4]

### 四中
- 公交线路：14路（康和佳园-南城客运站）、7路（锦屏公园停车场-北珠）[4]

### 四中（西）
- 公交线路：6路（温峤公交站-南城客运站）、4路（锦屏公园停车场-南城客运站）、14路（康和佳园-南城客运站）、12路（南山公交站-南城客运站）[4]

### 南屏小区（南）
- 公交线路：7路（北珠-锦屏公园停车场）、6路（温峤公交站-南城客运站）、17路（北门客运站-坦头）、13路（麻车村部-东湖公交站）、5路（康惠佳园-锦屏公园停车场）、12路（南山公交站-南城客运站）、4路（锦屏公园停车场-南城客运站）、14路（南城客运站-康和佳园）、203路（石塘车站-南城客运站）、204路（箬山公交站-南城客运站）、302路（箬横车站-南城客运站）[4]

## 历史
本站在规划和施工阶段名为温岭体育场站。2022年6月29日，本站由“温岭体育场站”更名为“南屏站”。

### 大事记
- 2019年3月26日，台州市域铁路S1线一期工程“三保三创”春季劳动竞赛动员大会在本站顺利举行[6]。
- 2019年5月4日，本站土方开挖工作正式开启[7]。
- 2019年12月12日，本站第一段顶板顺利浇筑完成[8][9]。
- 2019年12月28日，本站土方开挖任务顺利完成[7]。
- 2020年1月15日，台州市域铁路S1线首台盾构机在本站吊装下井[10]。
- 2020年2月27日，台州市域铁路S1线首台盾构机盾体在本站顺利下井[11]。
- 2020年2月29日，本站盾构主驱动系统顺利吊装[12]。
- 2020年4月12日，台州市域铁路S1线第二台盾构机在本站顺利下井，承担着本站至城南站区间左线的施工任务[13]。
- 2020年5月14日，台州市域铁路S1线第二台盾构机在本站顺利始发，承担着本站至城南站区间左线的施工任务[14]。
- 2020年5月26日，浙江省副省长刘小涛一行前往本站进行调研[15]。
- 2020年6月29日，台州市域铁路S1线2020年盾构区间隧道突泥涌水事故应急救援演练活动在本站举行[16]。
- 2020年7月19日，本站主体结构封顶[3]。
- 2020年8月14日，本站至城南站区间左线盾构机完成下穿山下金桥施工[17]。
- 2020年8月28日，本站至城南站区间右线盾构顺利通过到达条件验收[18]。
- 2020年8月28日，本站至城南站区间右线盾构顺利贯通[19]。
- 2020年10月21日，温岭市人大常委会一行在市人大主任陈辉的带领下，来到本站施工现场调研S1线建设情况[20]。
- 2020年11月15日，台州市域铁路S1线土建十三工区在本站举办了消防应急演练活动[21]。
- 2020年11月28日，本站至万昌路站区间左线盾构机顺利始发[22]。